# Saint-Père (Nièvre)
Saint-Père ist eine französische Gemeinde mit 1.047 Einwohnern (Stand: 1. Januar 2022) im Département Nièvre in der Region Bourgogne-Franche-Comté. Die Gemeinde gehört zum Arrondissement Cosne-Cours-sur-Loire und zum Kanton Cosne-Cours-sur-Loire (bis 2015: Kanton Cosne-Cours-sur-Loire-Sud). Die Bewohner werden Saint-Pateriens und Saint-Pateriennes genannt.

## Lage
Saint-Père liegt etwa drei Kilometer östlich vom Stadtzentrum von Cosne-Cours-sur-Loire. Umgeben wird Saint-Père von den Nachbargemeinden Cosne-Cours-sur-Loire im Westen und Norden, Saint-Loup-des-Bois im Nordosten, Pougny im Osten und Saint-Martin-sur-Nohain im Süden.

## Bevölkerungsentwicklung
| Jahr                       | 1962 | 1968 | 1975 | 1982 | 1990 | 1999 | 2006 | 2013 | 2020 |
| -------------------------- | ---- | ---- | ---- | ---- | ---- | ---- | ---- | ---- | ---- |
| Einwohner                  | 723  | 804  | 871  | 969  | 1061 | 1023 | 994  | 1147 | 1055 |
| Quellen: Cassini und INSEE |      |      |      |      |      |      |      |      |      |

## Sehenswürdigkeiten
- Kirche Saint-Pierre-du-Trépas aus dem 15. Jahrhundert, seit 1907 als Monument historique klassifiziert
- Komturei von Villemoison aus dem 12. Jahrhundert, seit 1907 in Teilen (Kapelle) als Monument historique klassifiziert, seit 1987 in weiteren Teilen eingeschrieben

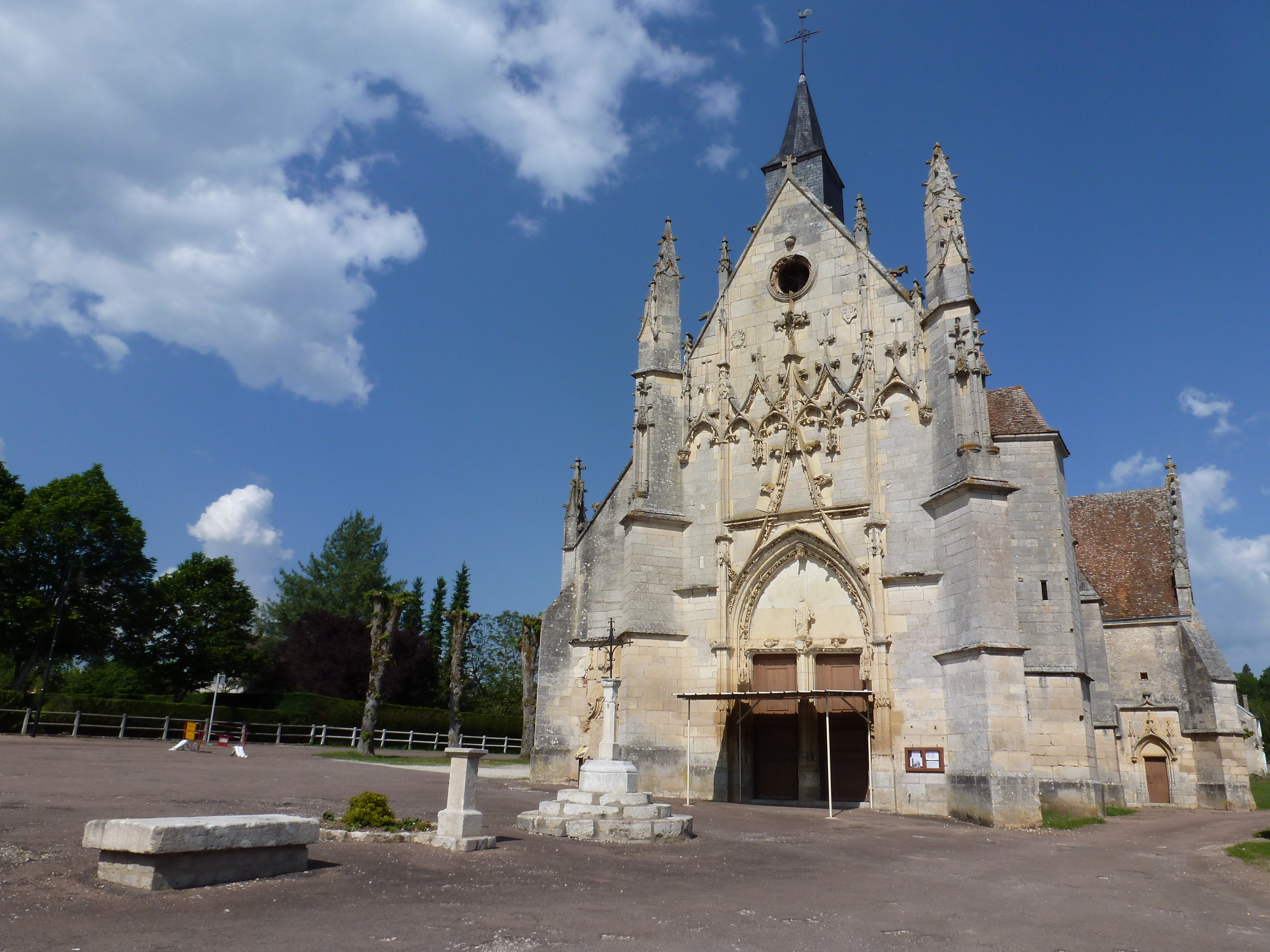
Kirche Saint-Pierre-du-Trépas
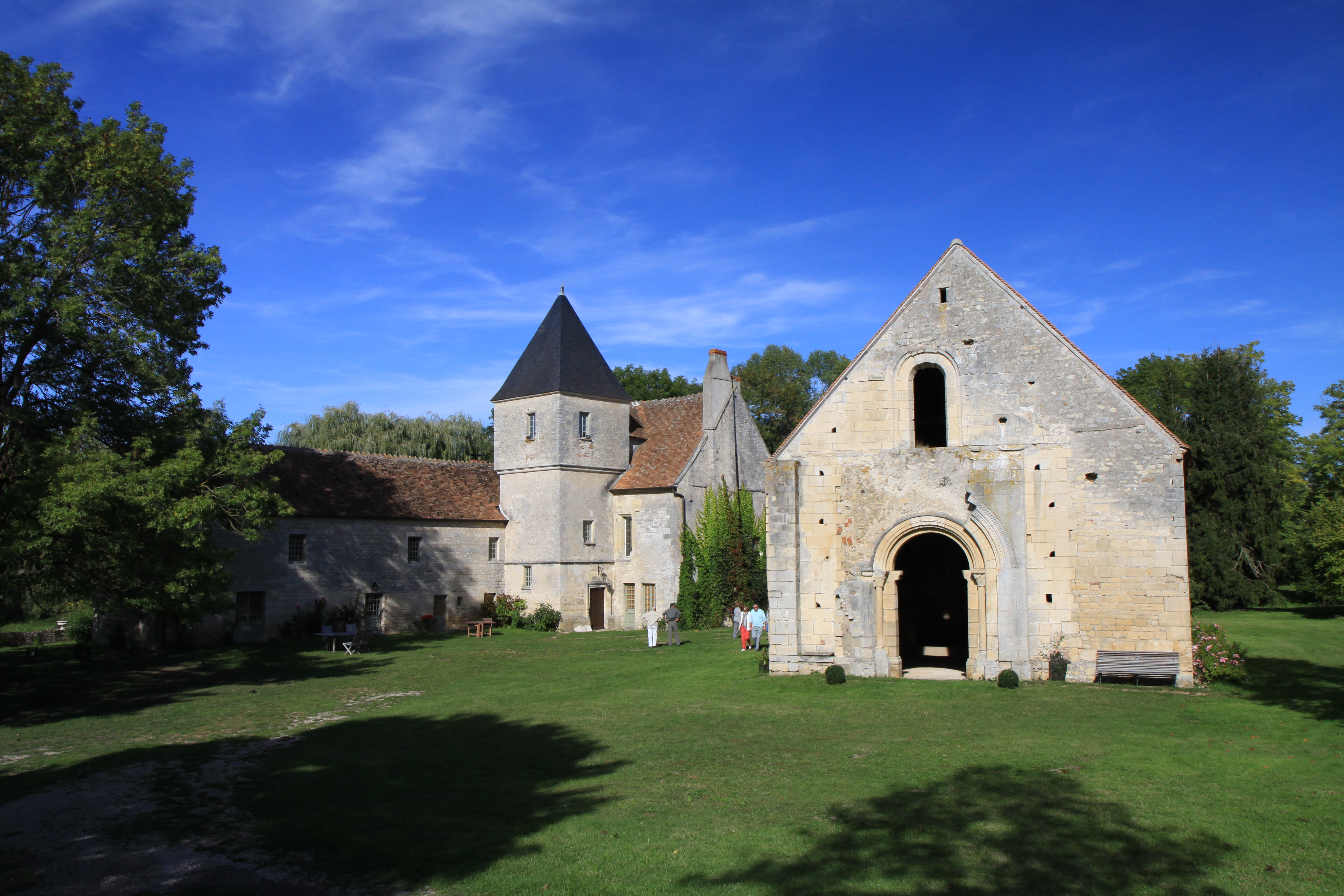
Komturei von Villemoison